# Oluf Krieger von Lowzow
Oluf Krieger von Lowzow (17. juni 1931 i København - 16. januar 2022) var en dansk godsejer, hofjægermester, kammerherre, erhvervsmand og tidligere politiker, bror til Lennart von Lowzow.
Lowzow var søn af kommandør Knud Krieger von Lowzow og hustru Marie Antoinette von Lowzow, født Bille-Brahe-Selby. Han blev student fra N. Zahles Skole og fik 1950-56 en praktisk uddannelse inden for landbrug i Danmark og USA suppleret med en teoretisk uddannelse på Korinth Landbrugsskole og Cornell University i New York. Fra 1956 drev han Estruplund Gods, som han var ejer af 1942-2000.
Han var medlem af Folketinget for Det Konservative Folkeparti (valgt i Hammel-, Skanderborg- og Silkeborgkredsene) 1971-73 og 1975-79 og delegeret til United Nations General Assembly 1977 og 1978. 1979-80 var han formand for Det Konservative Folkepartis Landbrugsudvalg. 1988 blev han kammerherre og 1999 Ridder af 1. grad af Dannebrog.
I 2004 blev Lowzow æresmedlem af Det Danske Hedeselskab, hvor han fra 1979 sad i bestyrelsen og 1982-98 var formand, og i 1977 blev han tildelt KDAKs "Den Gyldne Bil".

## Tillidshverv
- Formand for Rougsø og Sønderhald Herreders Planteavlsudvalg 1959-73.
- Næstformand for Rougsø Sønderhald herreders Landboforening 1962-66.
- Medlem af Århusegnens Flyvepladsudvalg og formand for Århus Flyveklub 1964-68.
- Medlem af bestyrelsen for Centralforeningen af Tolvmandsforeninger fra 1967, næstformand 1972, formand 1973-83, æresmedl. 1984.
- Skolenævnsformand ved Rougsøskolen 1970-76.
- Medlem af Landbrugets Landsudvalg for Økonomi 1971-73.
- Medlem af bestyrelsen for De Samvirkende Danske Landboforeninger 1973-83.
- Medlem af repræsentantskabet for Kreditforeningen Danmark 1973-90.
- Medlem af bestyrelsen for Topsikring fra 1975.
- Medlem af Den Danske Banks Lokalråd 1976-89, af Bankrådet for Den Danske Bank 1983-85.
- Medlem af repræsentantskabet for DDL 1978-85.
- Medlem af bestyrelsen for Det Danske Hedeselskab fra 1979.
- Formand for bestyrelsen for Jydsk Landvinding 1982-98.
- Formand for bestyrelsen for Hammer Bakker Skov A/S 1988-92.
- Formand for bestyrelsen for Dansk Landbrugsmuseum Gammel Estrup 1991-2007.
- Medlem af bestyrelsen for St. Blicher A/S, Slåbakkegård Fonden 1983-2000 (formand 1990-2000).
- Medl. af bestyrelsen for S.C. Sørensen Holding A/S 1985-92.
- Medlem af bestyrelsen for SCS-Stål A/S 1988-92.
- Medlem af bestyrelsen for Dukadan A/S 1986-92.
- Medlem af bestyrelsen for Topdanmark A/S 1975-94, formand 1986-94 og for bestyrelsen for Top Banken 1986-90.
- Formand for bestyrelsen for Topdanmark Rejsebureau 1989-90 og for Top UK 1987-91.
- Næstformand for bestyrelsen for Aktivbanken A/S 1990-91.
- Medlem af bestyrelsen for Friend's Provident (Life Insurance) 1992-94.
- Godsvurderingsinsp. for Dansk Landbrugs Realkreditfond 1978-96.
- Medlem af bestyrelsen for Skovsam 1989-98.
- Medlem af bestyrelsen for Golfsam 1990-98 og for Miljøsam 1991-98.

## Familie
1. ægteskab med Anne-Lise Sørensen (13. oktober 1934 – 12. januar 2001)
1. Inéz Krieger von Lowzow (5. april 1957)
2. Klavs Krieger von Lowzow (29. september 1958)
3. Bettina Krieger von Lowzow (13. marts 1961 – 10. september 2003)
4. Katja Krieger von Lowzow (3. januar 1965)

2. ægteskab med Susanne Hejl (15. juli 1950)
1. Henrik Krieger von Lowzow (25. maj 1979)